# Shiragaia taeguensis
Shiragaia taeguensis Paik, 1992 è un ragno appartenente alla famiglia Gnaphosidae.
È l'unica specie nota del genere Shiragaia.

## Distribuzione
L'unica specie oggi nota di questo genere è stata rinvenuta in Corea.

## Tassonomia
Dal 2013 non sono stati esaminati altri esemplari, né sono state descritte sottospecie al 2015.